# قاعدة أحمد الجابر الجوية
قاعدة أحمد الجابر الجوية (ايكاو:OKAJ) هي قاعدة جوية كويتية تقع في جنوب الكويت، افتتحت في 26 أبريل 1978. تحتوي القاعدة على مساحة مخصصة للقوات الجوية الأمريكية وحلفائها.